# Manuel Gabino Gordón
Manuel Gabino Gordón Cano (Ampuero, 1839-Santander, 1903) fue un compositor y maestro de capilla español.

## Vida
Manuel Gabino Gordón Cano nació en Ampuero, en la provincia de Santander, en 1839.
Las primeras noticias que se tienen de él son de 1876/1877, cuando escribió desde Santander al cabildo de la Catedral de Ávila para interesarse por el magisterio, vacante por la partida del maestro Juan Bautista Guzmán Martínez a la Catedral de Valladolid. El cabildo abulense aceleró el proceso y Gordón fue examinado por el organista, Antolín Alcaide. Se aprobó al único candidatos y se le nombró para el cargo el 15 de marzo de 1878, de forma que pudiese ejercer para la Semana Santa, para la que el cabildo le autorizó para buscar nuevas voces e instrumentos, «a fin de celebrar con la mayor  pompa y solemnidad  posible las funciones de la próxima Semana Santa».
No hay más datos del maestro Gordón y no permaneció mucho tiempo en el cargo. El 28 de diciembre de 1878 el cabildo abulense anotaba los edictos para una nueva provisión del cargo de maestro de capilla, a pesar de que Gordón todavía se encargó de las celebraciones de Navidad de ese año.
En 1878 accedió al magisterio de la Catedral de Santander. La capilla de música de la catedral estaba muy reducida a su llegada, solo tenía dos violinistas, dos tenores, un organista y un estudiante de órgano. Los santanderinos disfrutaban habitualmente de grandes celebraciones, que no se podían realizar con este elenco. Para las grandes fiestas religiosas se recurrió a coros y orquestas de la ciudad, que colaboraban con el maestro. Como ejemplo, la misa de la Inmaculada de 1886:

A la capilla de música se unieron un gran número de profesores y aficionados de Santander, que bajo la acertada dirección de Adolfo Wünchs, a quien cedió galantemente la batuta el Maestro de Capilla de la Catedral [Gabino Gordón], interpretaron con notable maestría la Misa de Mercadante.

Gordón falleció en el cargo en Santander en 1903.

## Obra
En el archivo de la Catedral de Ávila se conservan un miserere a 4 voces y acompañamiento; un Christus factus a cuatro voces, violín y órgano; y un motete, Nativitas tua, a cinco voces y acompañamiento. Las obras que se pudieran conservar en el archivo de la Catedral de Santander seguramente fueron destruidos bien en la Guerra civil o bien en el incendio de Santander de 1941, que destruyó parte de la Catedral.